# سيفو سولي
سيفو سولي (بالإنجليزية: Seyfo Soley)‏ (16 فبراير 1980 في غامبيا - ) هو لاعب كرة قدم غامبي في مركز الوسط. شارك مع منتخب غامبيا لكرة القدم. أما مع النوادي، فقد لعب مع بريستون نورث إيند ونادي الهلال ونادي جينك ونادي سينت نيكلاس ودوكسا كاتوكوبياس ‏ وHawks FC ‏.

## وصلات خارجية
- سيفو سولي على موقع قاعدة بيانات كرة القدم.إي يو (الإنجليزية)
- سيفو سولي على موقع ناشيونال فوتبول تيمز (الإنجليزية)
- سيفو سولي على موقع Soccerbase.com (لاعب) (الإنجليزية)